# 黄启福
黄启福（1937年—），男，汉族，四川华阳人，中国病理生理学家，北京中医药大学教授，博士生导师。曾任中国病理生理学会副理事长。